# Kenny Anthony Green
Kenneth Anthony "Kenny" Green  (Waterbury, Connecticut, 13 d'octubre de 1967), és un exjugador de bàsquet professional estatunidenc, que fou MVP de l'ACB la temporada 1996-97. Amb 2,03 m d'alçada, jugava en la posició d'aler pivot.

## Trajectòria

### Universitat
Jugà durant 4 anys a la Universitat de Rhode Island, i és considerat un dels jugadors històrics dels Rams, essent el millor taponador de la seva història, amb rècords com haver aconseguit posar 8 taps en un partit en 5 ocasions. En total 328 taps en tota la seva carrera universitària.

### Professional
Va jugar una temporada a la CBA, i després tota la seva carrera esportiva transcorreria a Europa, entre Espanya, Turquia i França. A Europa on més temps va estar va ser a la lliga ACB, especialment al Baskonia, equip on hi aconseguiria dos títols, una Copa d'Europa (antiga Recopa d'Europa) l'any 1996 i una Copa del Rei l'any 1995. Aquests títols serien un salt de qualitat per a l'equip vitorià, i un canvi de mentalitat, ja que van començar a tenir la consideració d'equip gran i guanyador, que refrendarien la dècada següent, guanyant 3 lligues ACB, entre altres coses. Després de la seva etapa en l'equip alabès, on arribà a ser MVP de l'ACB la temporada 1996-97, ja no seria el mateix, per un problema físic amb una artrosi irrecuperable que patia en un dels genolls, cosa que li impedia de desplaçar-se amb normalitat i que feu que el seu rendiment minvés.
Així i tot, passeja la seva enorme qualitat per la lliga LEB de mans de l'històric club de Lugo Club Bàsquet Breogán, portant, des de la seva incorporació a mitjans de la temporada, a l'ascens de categoria a l'equip, i proclamant-lo campió en el definitiu partit dels play-offs contra el Club de Bàsquet Gijón, en el qual jugava cedit un joveníssim Luis Scola. Potser ja no funcionessin els seus genolls, però la immensa qualitat que atresorava, feia que el públic Lugo es rendís a la seva intel·ligència a la pista i als fins moviments que trencaven la defensa dels seus adversaris. A la retina dels aficionats quedaria un mat "in your face", en l'últim partit de la LEB, a Luis Scola, i com assenyalant-lo mentre els dos tornaven a la pista contrària, faria que l'argentí perdés els papers. Així era Kenny, pur espectacle, pur showtime.

### Carrera posterior
Va ser entrenador de bàsquet a Doha, Qatar, durant tres anys. Després de ser destituït com a tècnic, fou notícia a Espanya per viure una situació d'indigència en no poder sortir de Qatar a causa d'un deute no satisfet amb un banc per pagar el tractament contra el càncer de la seva mare.

## Equips
- 1986-90 Universitat de Rhode Island.
- 1990-91 Rapid City Thrillers.
- 1990-91 Quad City Thunder.
- 1990-91 Columbus Horizon.
- 1991-92 Efes Pilsen Istambul.
- 1992-93 Dijon JDA.
- 1992-93 Càceres CB Entra al desembre
- 1993-94 CAI Saragossa. Entra per John Turner al desembre.
- 1994-97 Taugrés Vitòria.
- 1997-98 Ulker Istanbul. Juga fins al gener.
- 1997-98 CB Granada. Juga sis partits.
- 1998-99 Breogán Lugo. Entra el novembre.
- 1999-00 Breogán Lugo. Juga quatre partits
- 2001-02 Drac Inca. Entra el novembre.

## Palmarès
- 1991-92 Lliga de Turquia. Efes Pilsen Istanbul. Campió.
- 1994-95 Copa del Rei. Taugrés Vitòria. Campió.
- 1995-96 Copa d'Europa. Taugrés Vitòria. Campió.
- 1996-97 MVP de l'ACB
- 1998-99 Lliga LEB. Breogán. Campió i Ascens de categoria.